# Sthenias semicylindricus
Sthenias semicylindricus är en skalbaggsart som beskrevs av Hayashi 1974. Sthenias semicylindricus ingår i släktet Sthenias och familjen långhorningar.
Artens utbredningsområde är Taiwan. Inga underarter finns listade i Catalogue of Life.